# لحلاح بواسييه
لحلاح بواسييه (باللاتينية: Colchicum boissieri) نوع نباتي يتبع جنس اللحلاح من الفصيلة اللحلاحية. سمي تكريما لعالم النبات السويسري بيير إدمون بواسييه.

## الموئل والانتشار
موطنه اليونان وتركيا.

## الوصف النباتي
اللحلاح عشب معمر له جعثن (كورمة) (ونادراً رئد (بالإنجليزية: Stolon)‏)، بيضية الشكل، وتغطي الجعثن حراشف بنية، ويتشكل سنويا جعثن جديد. له أربعة أوراق قاعدية خيطية تتشكل في الربيع. النورة عنقودية تزهر في الخريف. والثمرة كبسولة ثلاثية الحجرات تنضج في بداية الصيف.